# (19017) Susanlederer
(19017) Susanlederer est un astéroïde de la ceinture principale.

## Description
(19017) Susanlederer est un astéroïde de la ceinture principale. Il fut découvert le 4 septembre 2000 à la station Anderson Mesa par le programme LONEOS. Il présente une orbite caractérisée par un demi-grand axe de 2,90 UA, une excentricité de 0,03 et une inclinaison de 1,0° par rapport à l'écliptique.

## Compléments